# ビリシュト
ビリシュト（アルバニア語: Bilisht）はアルバニア南東部のコルチャ州の町である。
鉄器時代にはビリシュトに城郭都市があった。オスマン帝国の支配下の時代の16世紀後半にはイスラム教徒が農業を営んでいた。第一次バルカン戦争の後にビリシュトはアルバニア領となった。アルバニアの共産主義国家は掩体壕を作った。1990年代の前半にキリスト教徒とイスラム教徒が増加した。
町の2023年の人口は7,287人だった。経済中心である。サッカークラブはKSデヴォリである。